# جام برندگان جام آسیا ۹۴–۱۹۹۳
جام برندگان جام آسیا ۹۴–۱۹۹۳ چهارمین دورهٔ مسابقات جام برندگان جام آسیا که توسط کنفدراسیون فوتبال آسیا برگزار شد.
تیم القادسیه نماینده عربستان سعودی برای اولین بار قهرمان این دوره از رقابت‌ها شد.

## مرحله اول
| تیم ۱        | نتیجه نهایی | تیم ۲        | بازی رفت | بازی برگشت |
| ------------ | ----------- | ------------ | -------- | ---------- |
| الوحده       | ۲–۴         | القادسیه     | ۱–۰      | ۱–۴        |
| نیو رادیانت  | ۵–۰         | یوث لیگ کلاب | ۳–۰      | ۲–۰        |
| پیروزی       | (گ.ز.)۲–۲   | السالمیه     | ۰–۱      | ۲–۱        |
| العربی       | برگزار نشد۱ | النصر        |          |            |
| نیسان        | ۶–۰         | نیروی هوایی  | ۵–۰      | ۱–۰        |
| چانگ سای گون | برگزار نشد۲ | ساراواک      |          |            |
| بنگال شرقی   | ۶–۴         | الزورا       | ۶–۲      | ۰–۲        |
| چین جنوبی    | ۲–۱         | دالیان       | ۲–۰      | ۰–۱        |
| محمدان       | استراحت     |              |          |            |
| سیمین پادانگ | استراحت     |              |          |            |

۱ تیم النصر انصراف داد

۲ تیم ساراواک انصراف داد

## مرحله دوم
| تیم ۱        | نتیجه نهایی | تیم ۲        | بازی رفت | بازی برگشت |
| ------------ | ----------- | ------------ | -------- | ---------- |
| محمدان       | N/P۱        | نیو رادیانت  | ۰–۸      |            |
| سیمین پادانگ | ۲–۱         | چانگ سای گون | ۱–۰      | ۱–۱        |
| بنگال شرقی   | ۱–۵         | چین جنوبی    | ۰–۱      | ۱–۴        |
| القادسیه     | استراحت     |              |          |            |
| پیروزی       | استراحت     |              |          |            |
| العربی       | استراحت     |              |          |            |
| نیسان        | استراحت     |              |          |            |

۱ تیم نیو رادیانت به دلیل نامعلوم برای یک‌چهارم نهایی انتخاب شد

## یک‌چهارم نهایی
| تیم ۱        | نتیجه نهایی | تیم ۲       | بازی رفت | بازی برگشت |
| ------------ | ----------- | ----------- | -------- | ---------- |
| القادسیه     | برگزار نشد۱ | نیو رادیانت |          |            |
| پیروزی       | ۲–۳         | العربی      | ۱–۱      | ۱–۲        |
| سیمین پادانگ | ۲–۱۲        | نیسان       | ۲–۱      | ۰–۱۱       |
| چین جنوبی    | استراحت     |             |          |            |

۱ تیم نیو رادیانت انصراف داد

## نیمه نهایی
| تیم ۱     | نتیجه نهایی | تیم ۲    | بازی رفت | بازی برگشت |
| --------- | ----------- | -------- | -------- | ---------- |
| العربی    | ۱–۲         | القادسیه | ۱–۱      | ۰–۱        |
| چین جنوبی | برگزار نشد۱ | نیسان    |          |            |

۱ تیم نیسان انصراف داد

## فینال
| تیم ۱     | نتیجه نهایی | تیم ۲    | بازی رفت | بازی برگشت |
| --------- | ----------- | -------- | -------- | ---------- |
| چین جنوبی | ۲–۶         | القادسیه | ۲–۴      | ۰–۲        |

## قهرمان
| قهرمان جام برندگان جام آسیا ۹۴–۱۹۹۳ |
| ----------------------------------- |
| القادسیه                            |
| اولین قهرمانی                       |